# 쿠샨-사산 왕국
쿠샨-사산 왕국(페르시아어: ساسانیان هند, 박트리아어: KΟÞANΟ ÞAΟ) 또는 인도-사산 왕국(영어: Indo-Sasanians)은 3세기에서 4세기 사이에 쇠퇴하는 쿠샨 제국을 몰아내고 사산 제국 페르시아인들이 박트리아에 세운 왕국을 일컫는 현대 학자들이 사용하는 사료 편찬 용어이다. 225년 사산계 페르시아인들은 소그디아나, 박트리아, 간다라를 정복했다. 사산계 페르시아인들은 사산 제국을 위한 통치자들을 옹립했고,  동전을 주조하고 즉 "쿠샨왕"이라는 쿠샨샤라는 칭호를 얻었다. 몇몇 학자들은 쿠샨-사산 왕국을 사산 제국의 하위 왕국 중 하나라고 보고 있다. 쿠샨-사산 왕국의 이런 통치 체계는 360년부터 370년 사이의 기간까지 이어졌는데, 이 시기는 쿠샨-사산 왕국은 키다라 훈족의 침입을 받아 대부분의 영토를 잃었고, 남은 영토는 사산 제국에 편입되었다. 이후 키다라족은 에프탈에 의해 쫓겨났다.

## 역사
사산 제국은 파르티아에 승리한 직후인 서기 230년경 아르다시르 1세의 통치 기간 동안 박트리아로 그들의 통치권을 확장했고, 그의 아들 샤푸르 1세 (240–270)의 통치 기간 동안 그들의 제국의 동쪽 지역을 파키스탄 서부로 확장했다. 이로 인해 쿠샨 제국은 간다라와 박트리아를 비롯한 서쪽의 영토를 잃게 되었다. 인더스강 바로 너머의 탁실라에서는 쿠샨-사산 왕조의 동전이 거의 발견되지 않았기 때문에 쿠샨-사산 왕국이 가장 멀리 진출한 곳은 간다라로 추정된다.
호르미즈드 1세 쿠샨샤 시기 쿠샨-사산 왕국은 사산 제국의 동시대 황제 바흐람 2세에 대한 반란을 주도한 것으로 보이지만, 이 반란은 실패했다. 파네기리키 라티니에 따르면, 바흐람 2세에 대항하여 어떤 오르미스(Ormisdas)의 반란이 있었고, 오르미스는 사키스 사람들(시스탄)의 지원을 받았다.. 호르미즈드 1세 쿠샨샤는 "쿠샨샤한샤" ("쿠샨 왕들의 왕")라는 제목의 동전을 발행했는데, 이는 사산 제국의 통치를 무시한 것으로 추정된다.
325년경, 샤푸르 2세는 사산 제국의 남부를 직접 통치했고, 북부에서는 쿠샨샤들이 그들의 통치를 유지했다. 타실라 시에서 인더스 너머의 사산 동전의 중요한 발견은 샤푸르 2세 (재위 309-379)와 샤푸르 3세 (재위 383-388)의 통치 때 시작되는데, 이는 사산 제국의 지배력이 인더스를 넘어 확장된 것이 암미아누스 마르켈리누스가 기술한 350년에서 358년 사이의 "샤푸르 2세와 키오니아인, 쿠샨족과의 전쟁의 결과"임을 암시한다. 사산 제국은 키다라 1세가 이끄는 키다라족이 쿠샨-사산 왕국을 정복할 때까지 이 지역에 대한 통치를 유지했다.

## 종교
마니교의 창시자인 예언자 마니(210–276 CE)는 동쪽으로 확장하는 사산 제국을 따라갔고, 이 과정에서 마니는 간다라 지역에 융성하던 불교 문화를 접했다. 마니는 여러 종교화가 마니의 것으로 보이는 지역인 바미안을 방문했으며, 한동안 바미안에 살면서 사람들을 가르친 것으로 추정된다. 마니는 또한 240년 또는 241년에 오늘날의 파키스탄에 있는 인더스 계곡 지역으로 이동해 불교 왕인 인도의 투란 샤를 개종시켰다고 전해진다.
쿠샨-사산 왕국 시기에, 다양한 불교의 영향이 마니교에 스며든 것으로 보인다. 리처드 폴츠는, "마니의 종교적 사상 형성에는 불교의 영향이 컸다. 영혼의 이동은 마니교의 신앙이 되었고, 이들을 지지하는 남녀 승려('선출자')와 평신도('듣는 사람')로 나뉘는 마니교 공동체의 사분면 구조는 불교의 승가에 기반을 둔 것으로 보인다."고 그의 저서 <실크 로드의 종교들>에 적었다.

## 동전
쿠사노-사산조는 브라흐미 문자, 팔라비어 또는 박트리아어로 적은 전설과 함께 광범위한 동전을 만들었고, 이 동전들은 때로는 쿠샨 제국의 동전이나 때로는 더 명확하게 사산 제국의 동전에 영감을 받아 만들었다. 동전의 앞면은 보통 정교한 머리 장식을 한 통치자를, 그리고 뒷면에는 조로아스터교의 불 제단이나 황소 난디를 가진 시바를 묘사한다.

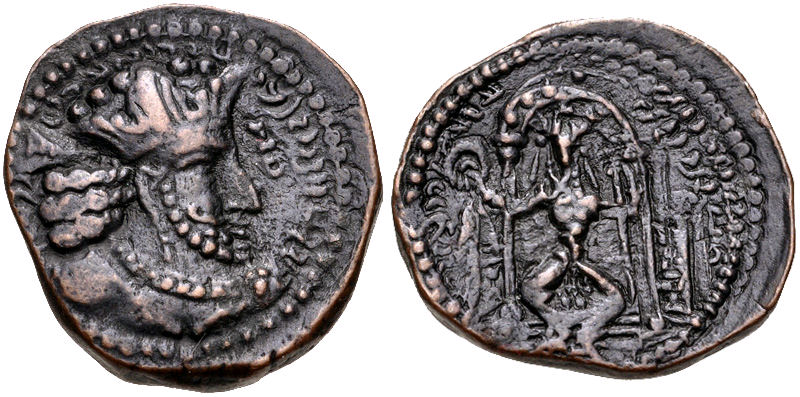
쿠샨-사산 왕국의 첫 왕 아르다시르 1세 쿠샨샤, 230년에서 250년 사이로 추정. 메르브에서 주조.
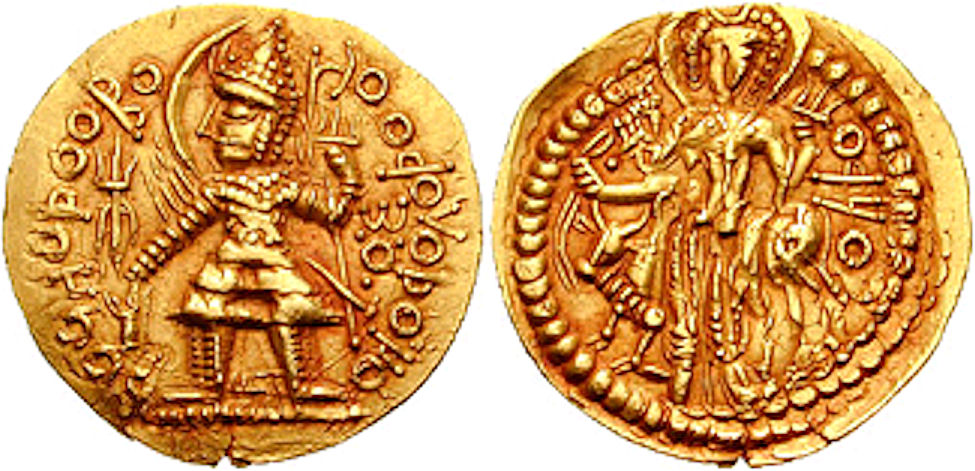
쿠샨 통치자인 바수데바 1세의 이름으로 표시된 아르다시르 1세 쿠샨샤. 230년에서 245년 사이로 추정 .
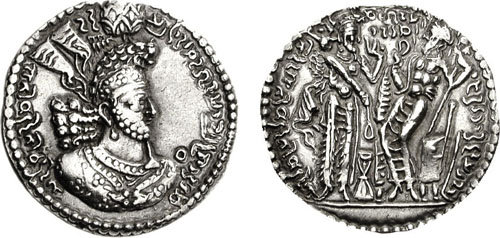
아후라 마즈다와 아나히타에 대한 언급과 함께 새겨진 호르미즈드 1세 쿠샨샤. 메르브에서 주조.

## 예술
쿠샨-사산 왕국은 은 식기와 사산 왕조의 황제들이 사냥을 하거나 정의를 집행하는 모습을 묘사한 직물과 같은 상품을 거래했다.

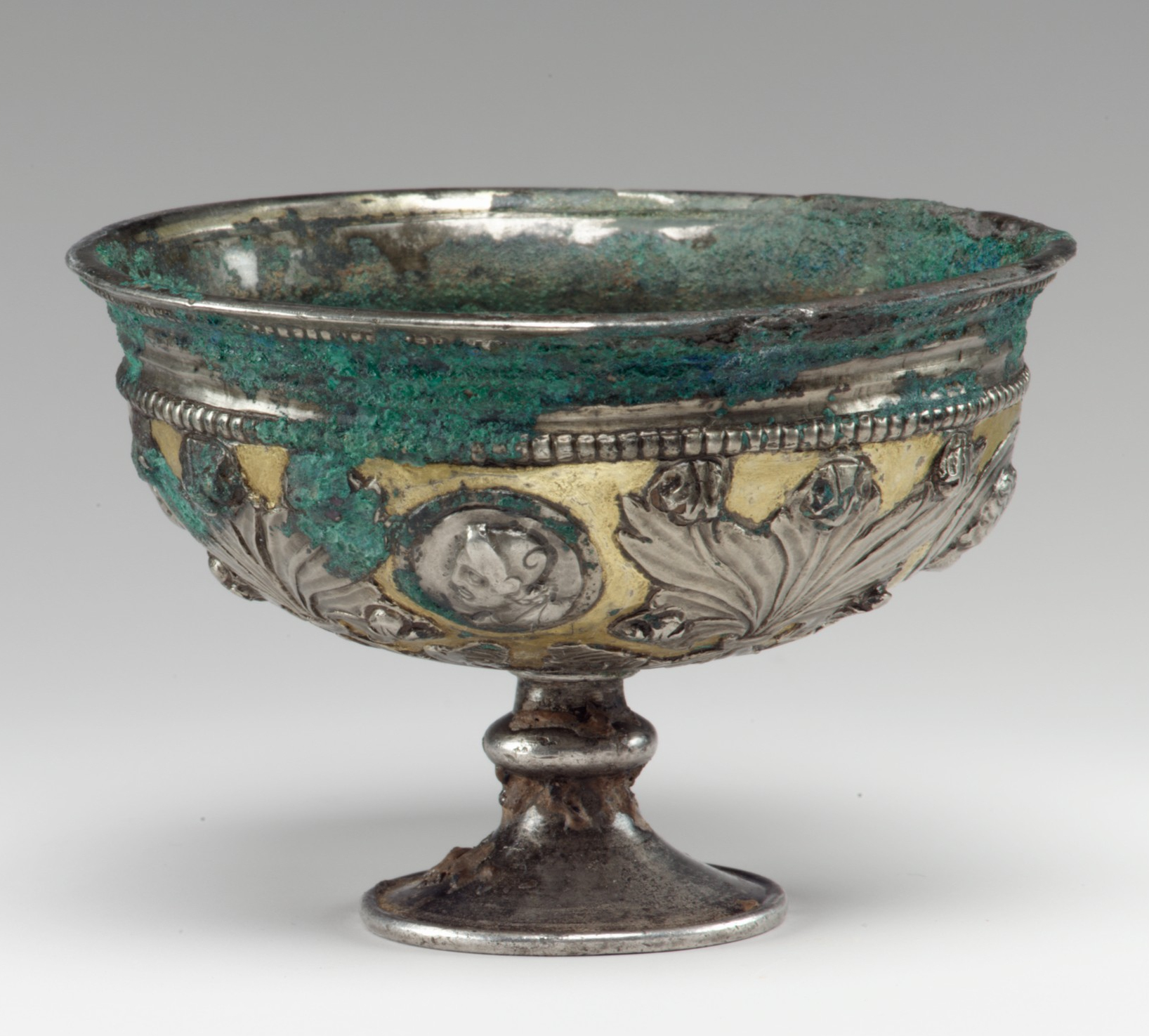
큰 메달 모양의 보석이 있는 쿠샨-사산 왕국의 발이 달린 컵, 3-4세기 박트리아, 메트로폴리탄 미술관.
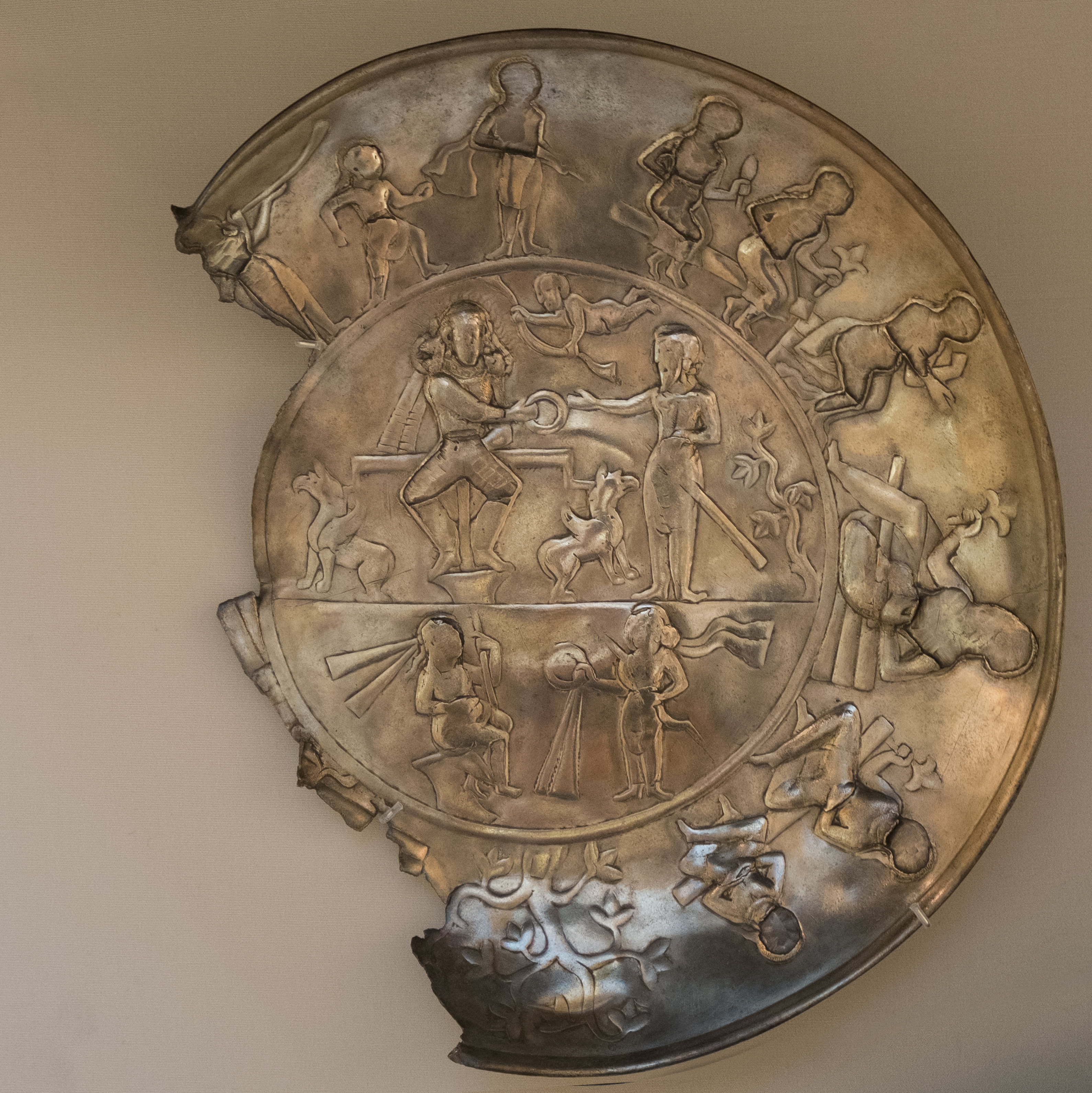
파키스탄 라왈핀디에서 발굴된 쿠샨-사산 왕국의 것으로 추정되는 접시. 350년~400년.[13] 대영박물관 124093.
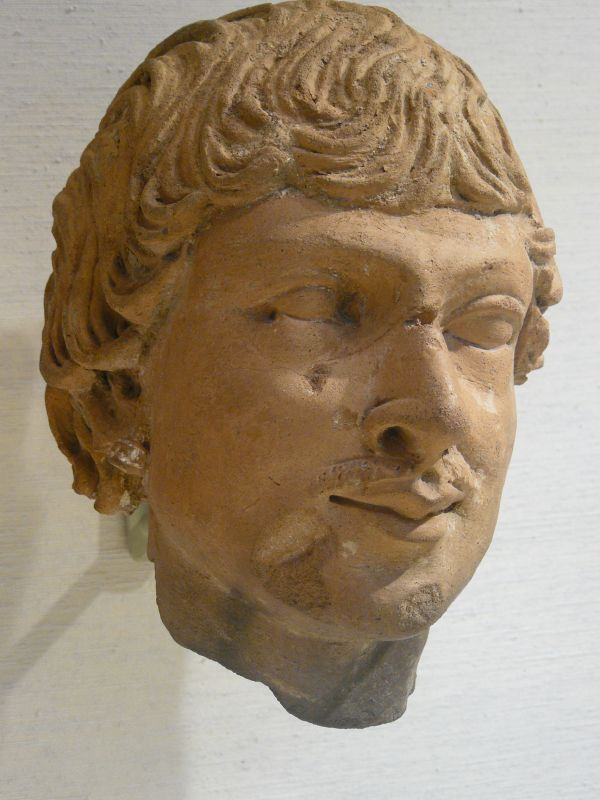
4세기에서 5세기 사이 쿠샨-사산 왕국 시기 남성 인물의 머리 테라코타. 간다라 지역
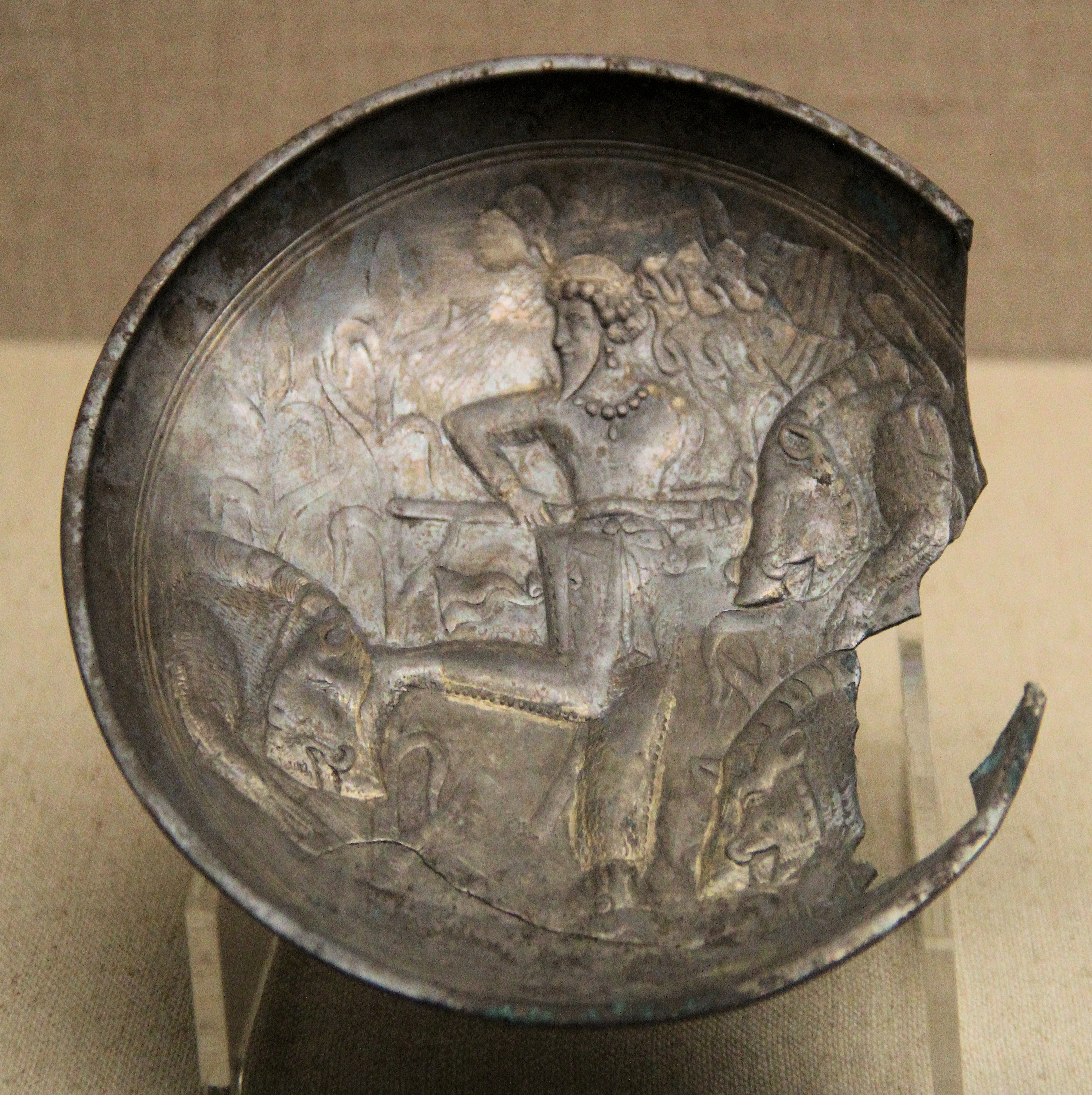
서기 504년에 만들어진 중국 펑허투의 무덤에서 발견된 쿠샨-사산 왕국의 것으로 추정되는 사냥 장면이 그려진 그릇. 산시 박물관. 기원전 3-4세기로 거슬러 올라가며, 아프가니스탄 북부에서 제조된 것으로 추정된다.

### 타문화로의 영향
사산 제국의 에술은 쿠샨 미술에 영향을 미쳤으며, 이러한 영향은 남아시아 북서부에서 수 세기 동안 계속되었다. 쿠샨-사산 왕국의 예술에 속하는 것으로 보이는 접시들이 중국의 북위 시기 무덤에서도 발견되었는데, 예를 들면 서기 504년 펑허투의 무덤에서 발견된 멧돼지 사냥을 묘사한 접시들이 있다.

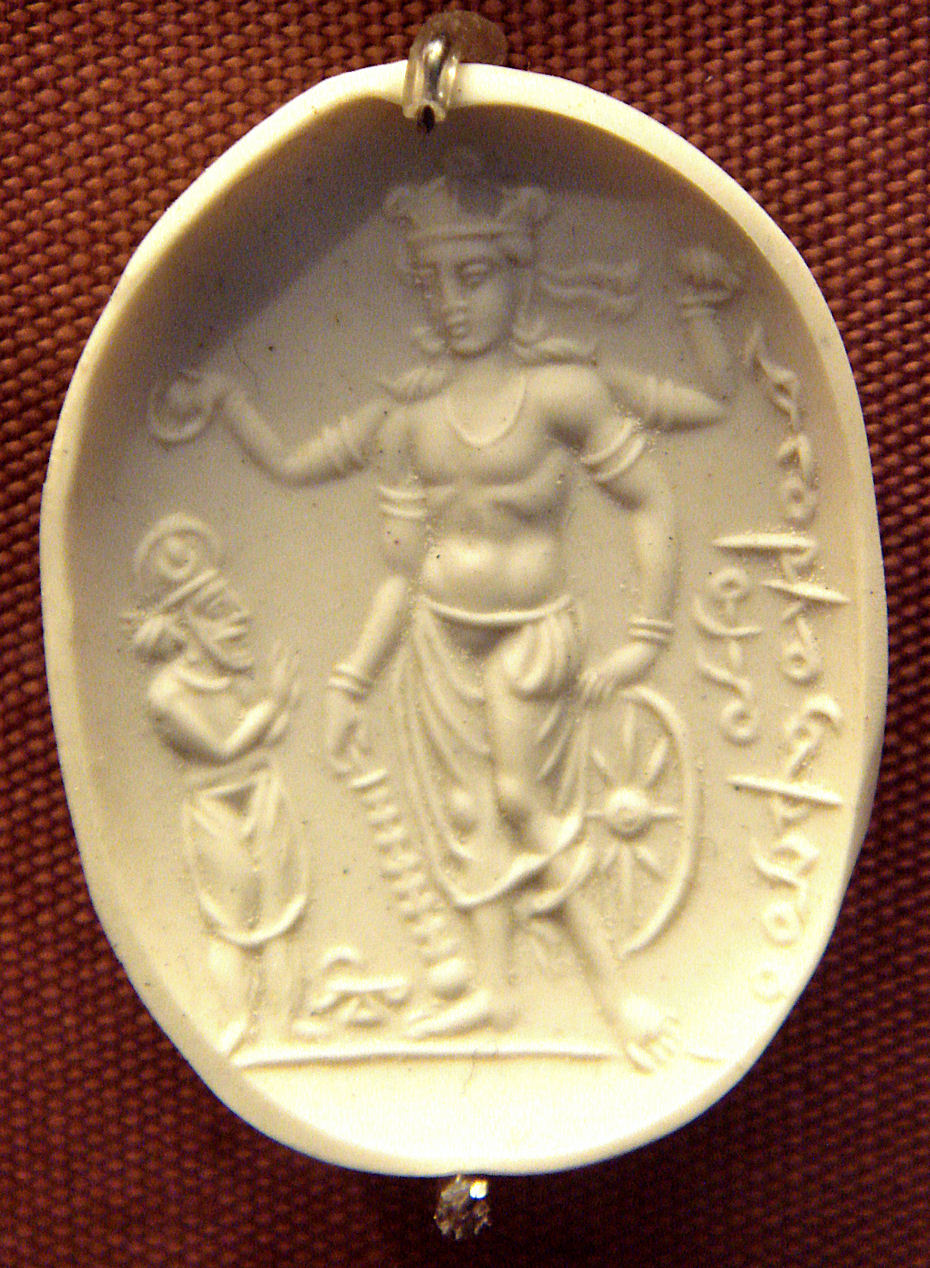
비슈누 니콜로 인장:쿠샨-사산 왕조 또는 키다라 왕자가 비슈누 또는 바수데바를 숭배하고 있으며, 박트리아어로 비문이 새겨져 있다. 파키스탄 카이베르파크툰크와주에서 발견되었다. 4세기. 대영박물관
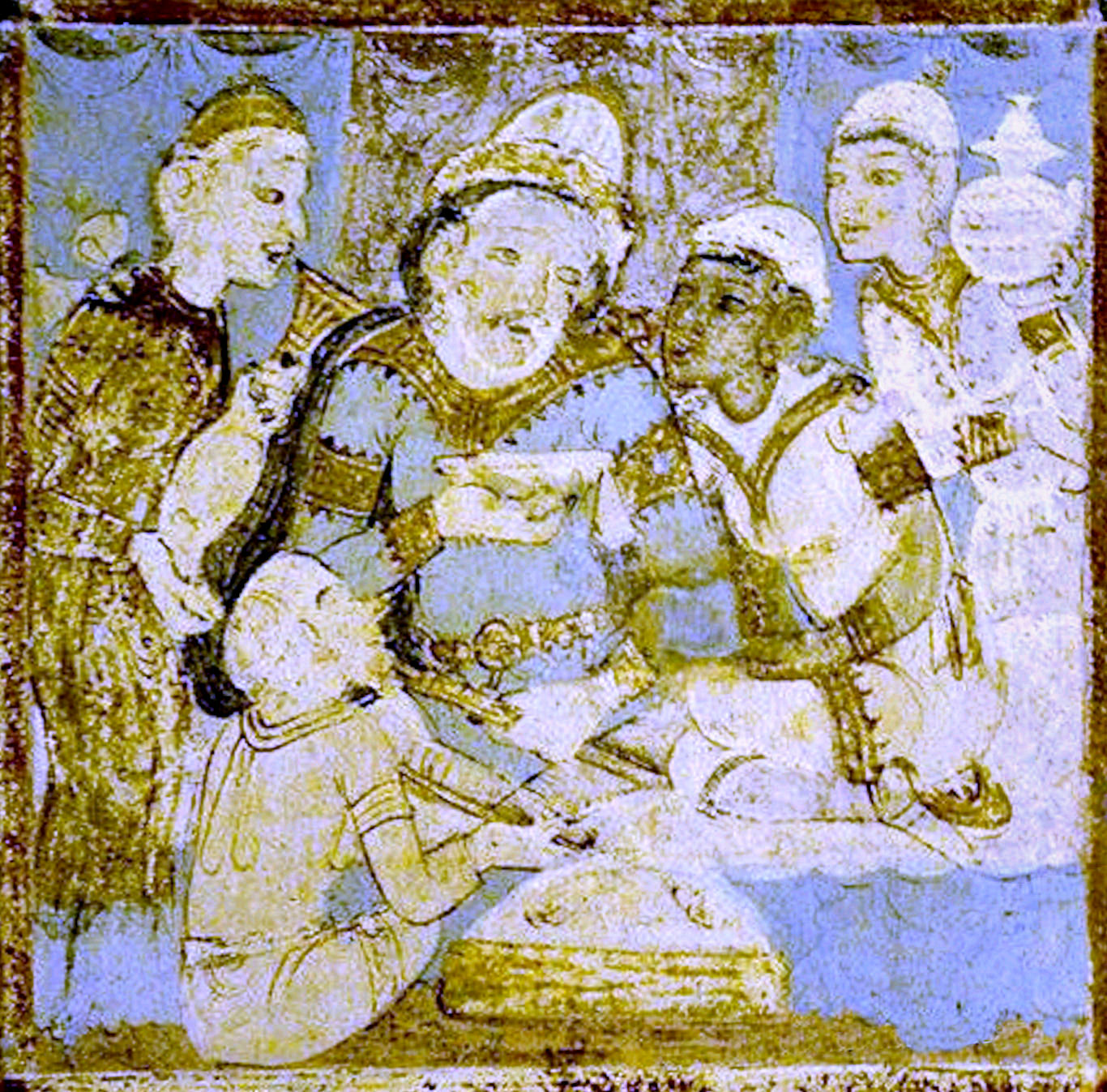
5세기 말 인도 아잔타 석굴의 1번 동굴 천장에 그려진 와인을 마시고 있는 사산 귀족.

## 같이 보기
- 인도-파르티아 왕국
- 에프탈
- 쿠샨 제국
- 사산 제국